# William Scherr
William Scherr (Dakota del Sur, Estados Unidos, 27 de julio de 1961) es un deportista estadounidense retirado especialista en lucha libre olímpica donde llegó a ser medallista de bronce olímpico en Seúl 1988.

## Carrera deportiva
En los Juegos Olímpicos de 1988 celebrados en Seúl ganó la medalla de bronce en lucha libre olímpica de pesos de hasta 100 kg, tras el luchador rumano Vasile Puşcaşu (oro) y el soviético Leri Khabelov (plata).